# T-Anker (Alpinismus)

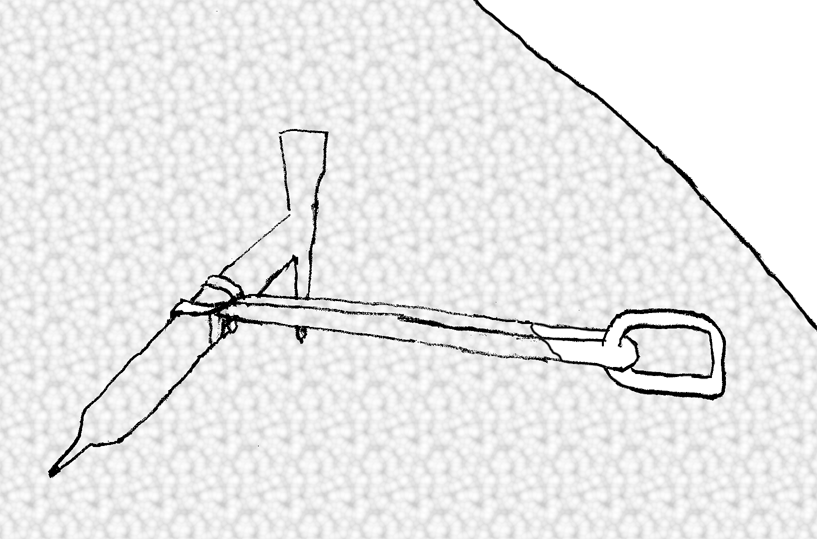
T-Anker mit Pickel

Beim T-Anker handelt es sich um einen beim Bergsteigen verwendeten Fixpunkt, der bei Firn und Schnee angewendet wird. Dabei wird ein länglicher Gegenstand – beispielsweise ein Eispickel – quer zur Zugrichtung im Schnee vergraben. Ein allgemeineres Prinzip dieses Verfahrens wird Toter Mann genannt.
Die Grabtiefe richtet sich nach der Beschaffenheit des Schnees, bei hartem Firn genügen 30 Zentimeter, bei weichem Schnee muss bis zu 80 Zentimeter gegraben werden. Als Anker eignen sich Eispickel oder auch Ski oder Stöcke, die zusätzlich mit einem Anorak umwickelt werden können. Bei besonders ungünstigen Verhältnissen kann auch ein halb gefüllter Rucksack vergraben werden.
Am vergrabenen Gegenstand wird mittig eine Bandschlinge mittels Ankerstich befestigt. Es ist beim Eingraben darauf zu achten, dass diese Bandschlinge vom Anker nicht nach oben wegläuft, da sonst bei Zug der Anker an die Schneeoberfläche gezogen wird. Außerdem darf die Schneeauflage unterhalb des Ankers, das heißt in Zugrichtung, nicht beeinträchtigt werden, den „Kabelgraben“ für die Bandschlinge zieht man so schmal wie möglich. Von oben her wird der Anker am Schluss mit Schnee zugetreten.
Der T-Anker wird oft bei einer Spaltenbergung verwendet, da bei einem Gletscher mit frischer Schneeauflage das Setzen einer Eisschraube nicht möglich und die Gefahr eines Spaltensturzes sehr groß ist.